# Телеграфный клопфер

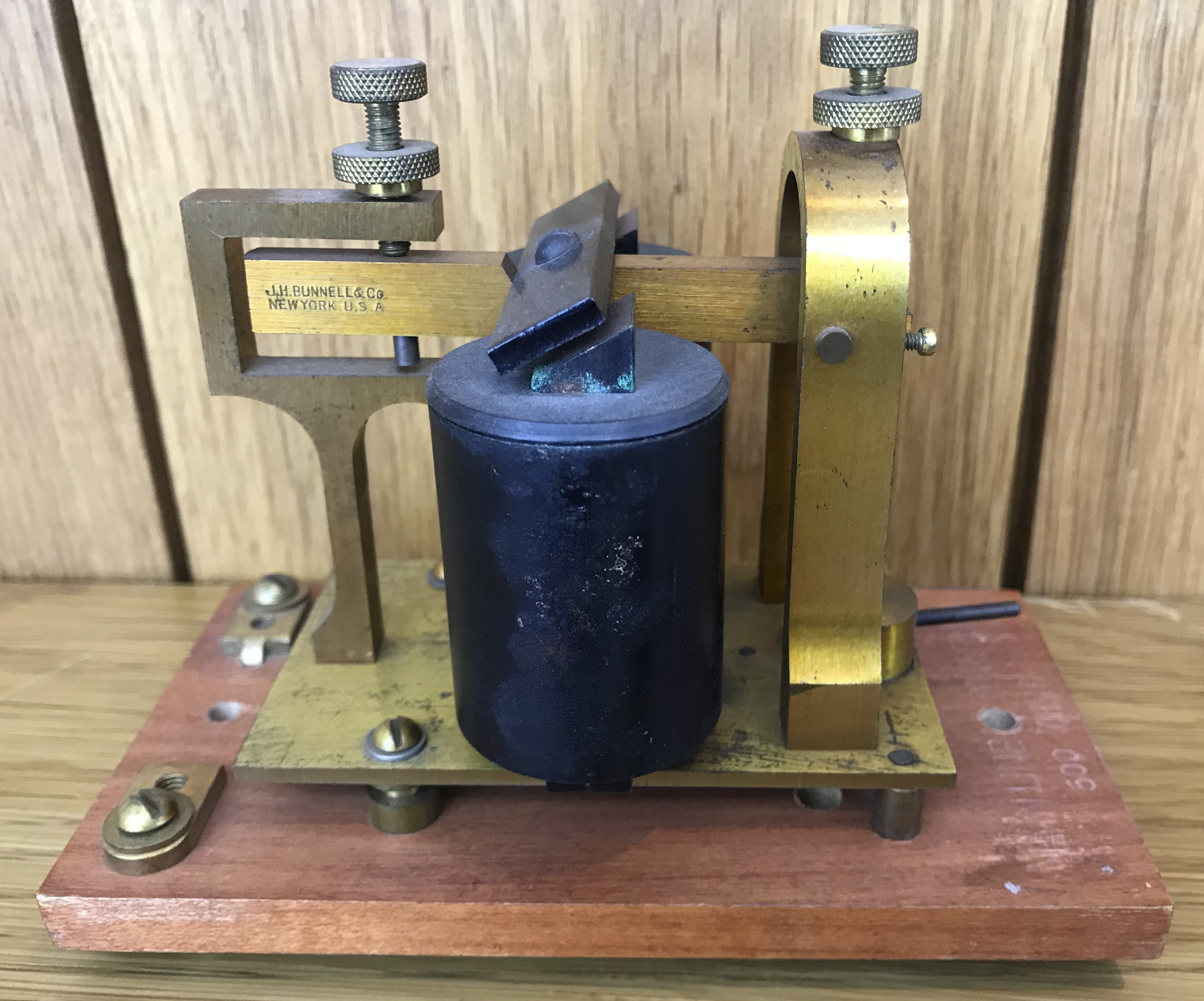
Телеграфный клопфер производства J.H. Bunnell & Co. Экспонат Музея Истории Телефона.

Телеграфный клопфер (от нем. klopfer — молоток), так же известный как саундер (от англ. sound — звук) — электромеханическое устройство, используемое как приемник на телеграфных линиях в XIX—XX вв. Устройство изобретено Алфредом Вейлом во второй половине XIX века. Это устройство представляет собой электромагнит, который притягивал подвижную арматуру и тем самым производил звуки (щелчки при ударе), означающие передачу сигналов по азбуке Морзе.